# Архијерејско намесништво друго лесковачко
Архијерејско намесништво друго лесковачко сачињава одређени број црквених општина и парохија Српске православане цркве у Епархији нишкој, под надзором архијерејског намесника са седиштем у Лесковцу у храму Свете Тројице. Административно намесништво припада општини Лесковац и Јабланичком управном округу.
Намесништво опслужује вернике из Лесковца, Вучја, и околних села, и у свом саставу има - сакралне објеката изграђена у периоду од 19. до 21. века. У последњих двадесет година цркве намесништва доведене су у функционално стање неопходно за Богослужење верујућег народа.
У саставу Архијерејског намесништва Првог Лесковачког је 13 парохије са ... храмова.

## Парохије, седиште и области
| Парохија                         | Парохијски храм | Седиште парохије                                   | Области |
| -------------------------------- | --------------- | -------------------------------------------------- | --- |
| Храм Свете Тројице, пет парохија |                 | Лесковац Саборни храм Свете Тројице                | - Део Лесковца |
| Турековачке, две парохије        |                 | Турековац Храм Сабора светих апостола              | - Села — Турековац, Горњи Синковци, Доњи Синковци, Горње Трњане, Доње Трњане, Власе                                          |
| Брестовачка                      |                 | Брестовац Храм Успења Пресвете Богородице          | - Села — Брестовац, Дукат, Заплањска Топоница, Русна                                                                         |
| Бунушка                          |                 | Бунушки Чифлук Храм Светог великомученика Георгија | - Села — Радоњица, Горња Бунуша, Доња Бунуша, Бунушки Чифлик, Тодоровци, Миришевци, Славујце, Дрводеља, Вина, Барје, Игриште |
| Доњестопањска                    |                 | Доње Стопање Храм Рођења Светог Јована Крститеља   | - Села — Доње Стопање, Винарце, Прибој, Залужње, Чифлук Мира                                                                 |
| Кутлешка                         |                 | Кутлеш Храм Преподобне Параскеве                   | - Села — Кутлеш, Липовица, Шарлинце, Међа, Драшковац                                                                         |
| Печењевачка                      |                 | Печењевце Храм Светог Илије у Печењевцу            | - Села — Печењевац, Брајановце, Разгојно, Живково, Чекмин, Чифлук, Каштавар                                                  |
| Пуковачка                        |                 | Пуковац Храм Светог Николаја                       | - Село — Пуковац |

## Храмови у парохијама
| Парохија         | Храмови |
| ---------------- | --- |
| Лесковачких, пет | Храм Светог Симеона Мироточивог у Лесковцу Храм Светог пророка Илије у Лесковцу                                                                                              |
| Турековачка      | Храм Сабора светих Апостола у Турековцу |
| Брестовачка      | Храм Успења Пресвете Богородице у Брестовцу Храм Светог архангела Гаврила у Дукату Храм Свете великомученице Недеље у Заплањској Топоници                                    |
| Бунушка          | Храм Светог великомученика Георгија у Бунуши Храм Светих врачева Козме и Дамјана у Вини Храм Преображења Господњег у Игришту Храм преподобног Симеона Столпника у Славујевцу |
| Доњестопањска    | Храм Светог Николаја у Доњем Стопању Храм Успења Пресвете Богородице у Доњем Стопању                                                                                         |
| Кутлешка         | Храм Свете преподобне Параскеве у Култешу |
| Печењевачка      | Храм Светог пророка Илије у Печењевцу |
| Пуковачка        | Храм Светог Николаја у Пуковцу |

## Галерија
- Храм Св. пророка Илије у Лесковцу
- Храм Св. Симеона Мироточивог у Лесковцу